# (1713) Bancilhon
(1713) Bancilhon ist ein Asteroid des Hauptgürtels, der am 27. September 1951 vom französischen Astronomen Louis Boyer in Algier entdeckt wurde.
Der Asteroid wurde zu Ehren der französischen Astronomin Odette Bancilhon, der Ehefrau Alfred Schmitts, benannt.